# Google Podcasts
Google Podcasts war eine Podcast-Anwendung des Technologieunternehmens Google. Sie wurde Ende Juli 2024 eingestellt.

## Geschichte
Google Podcasts wurde am 18. Juni 2018 für Android-Geräte veröffentlicht. Die Anwendung erhielt großes Lob für ihre personalisierten Empfehlungen, aber auch Kritik für den geringen Funktionsumfang im Vergleich zur Konkurrenz.
Podcast Produzenten konnten ihre Podcast über eine eigene  Plattform namens Google Podcast Manager einreichen, Eigentumsrechte beanspruchen und Daten auswerten. Im September 2018 wurde die Castunterstützung für Google Podcasts hinzugefügt.
Während der Google I/O 2019 kündigte Google an, dass Google Podcasts auch in die Google Websuche integriert werden sollte.
Ab 10. Mai 2019 war dieses Feature teilweise bereits verfügbar. Im November 2019 erhielt die App ein Redesign, welches moderner und in der hauseigenen Designsprache Material Design gehalten ist.
Stand August 2020 konnte auf verschiedenen Wegen auf Google Podcasts zugegriffen werden, wie z. B. in der Google-Suche, in der Google Podcasts App selbst, über Google Home Lautsprechersysteme, im Google Assistant und im Auto via Android Auto.
Im September 2023 kündigte Google an, dass Google Podcasts 2024 zugunsten von YouTube Music eingestellt werden soll.
Dieser Dienst sollte dafür ausgebaut werden, das Hören von Podcasts bleibe weiterhin kostenlos. Nachdem die ursprünglich gesetzte Frist am 2. April 2024 verstrichen war, setzte Google Nutzern außerhalb der USA eine Nachfrist bis zum 30. Juli 2024, ihre Abonnements auf YouTube Music umzuziehen.